# Il pianeta dei dinosauri
Il pianeta dei dinosauri è stata una serie documentaristica televisiva in quattro puntate, ideata da Piero ed Alberto Angela e condotta da Piero nel 1993 su Rai 1, dedicata alla vita dei dinosauri studiati mediante delle ricostruzioni, grazie anche alla coproduzione con Agip ed alla consulenza del professor Dale Russell.

## Tecnica espositiva
La serie, suddivisa in quattro puntate, si proponeva di informare lo spettatore sulla vita dei grandi rettili del passato. Piero Angela utilizzava, in questo caso, un modello già impiegato nella precedente serie sul corpo umano, La macchina meravigliosa: attraverso "collegamenti in diretta dal passato" con un immaginario inviato (in realtà Angela stesso), il documentarista dava l'impressione di trovarsi a tu per tu con i dinosauri. Un secondo inviato, Alberto Angela, veniva consultato per le spiegazioni di carattere più naturalistico, tramite collegamenti dai luoghi di rinvenimento dei fossili.
Alla fine di ciascuna prima parte in studio, seguiva una seconda interlocutoria in diretta, presso lo studio 2 della Dear, in cui alcuni esperti rispondevano alle domande sia di un centinaio di studenti selezionati e sia dal pubblico a casa grazie al centralino telefonico. Ad alcune domande, previste per copione, venivano date risposte più elaborate con anche filmati, modellini e ricostruzioni.
Fra i docenti di varie discipline intervenuti nelle quattro puntate si possono ricordare:
- Irene Bozzoni, biologia molecolare, Roma;
- Benedetto Sala, paleontologia, Ferrara;
- David Norman, paleontologia, Cambridge;
- Alberto Oliverio, psicobiologia, Roma;
- Danilo Mainardi, etologia, Venezia;
- Giancarlo Ligabue, paleontologia, Venezia;
- Pino Volkl, paleontologia, Eichstätt;
- Ernesto Capanna, anatomia comparata, Roma;
- Giuseppe Notarbartolo di Sciara, oceanografia, Roma;
- Giuseppe Leonardi, paleontologia, Venezia;
- Giovanni Pinna, paleontologia, Milano;
- Dale Russell, paleontologia, Ottawa;
- Andrea Carusi, astrofisica, Roma;
- Giuliana Castagnoli, fisica, Torino.

## Ricostruzioni e Riprese
Gli animali ricostruiti furono realizzati internamente con uno scheletro metallico per i vari movimenti del corpo, con strutture portanti in vetroresina, muscolature in gommapiuma e delle pelli in lattice, di varie densità ed elasticità (oltre ad un "sistema circolatorio" oleodinamico ed un "sistema nervoso" fatto di cavi elettrici); veri robot, costruiti alla Scenotecnica di Guidonia, che nella serie si animano per farli rivivere nei loro ambienti, grazie anche a varie animazioni al computer. Moltissime, inoltre, furono le riprese di ambienti odierni analoghi a quelli preistorici, siti di scavo e musei realizzate da Alberto Angela durante le ricerche sul campo e spedizioni, in particolare in occasione di vari ritrovamenti fossili in Mongolia con il Centro Studi Ricerche Ligabue di Venezia.

## I quattro documentari
I quattro argomenti affrontati rispettivamente nelle varie puntate furono:
- Il Mesozoico (12 settembre)

Nel primo episodio, Piero Angela ci introduce nel mondo dei dinosauri, vengono spiegate le loro caratteristiche generali (velocità, metabolismo, dimensioni...) ed il mondo in cui vivevano (piante, clima e posizione geografica dei continenti).
Creature comparse: Coelophysis, Plateosaurus, Brontosaurus, Allosaurus, Stegosaurus, Anatosaurus, Parasaurolophus, Corythosaurus, Tyrannosaurus.
- La predazione (19 settembre)

Nel secondo episodio, vengono esposte le teorie sul comportamento dei dinosauri (predazione, vita e caccia in branco, nidificazione)
Creature comparse: Pachycephalosaurus, Edmontosaurus, Deinonychus, Triceratops, Tyrannosaurus, Struthiomimus, Brachiosaurus, Dromeosaurus, Parasaurolophus, Pterodattilo, Anatosaurus.
- Cieli e mari (26 settembre)

Nel terzo episodio, Piero ci porta nei cieli e nei mari del mesozoico.
Creature comparse: Rhamphorhynchus, pterodattilo, Oviraptor, pteranodon, Quetzalcoatlus, Medusa, ittiosauro, Kronosaurus, Corythosaurus, Deinosuchus.
- L'estinzione (3 ottobre)

In quest'ultima puntata, viene teorizzata l'estinzione dei dinosauri causata dalla caduta di un asteroide.
Creature comparse: Ankylosaurus, Ittiosauro, Squalo, Elasmosaurus, Triceratops, Pteranodon, Tyrannosaurus.
- Dietro le quinte

In seguito venne trasmessa una puntata speciale della trasmissione, dalla regia di Lorenzo Pinna, per spiegare i metodi di realizzazione delle ricostruzioni e delle scene ambientate nel mesozoico.